# Albrechtovice
Albrechtovice (německy Albrechtsschlag) jsou osada, část obce Záblatí v okrese Prachatice v Jihočeském kraji. Nachází se asi 2,5 kilometru jihovýchodně od Záblatí. Albrechtovice jsou také název katastrálního území o rozloze 1,57 km².

## Historie
První písemná zmínka o vesnici pochází z roku 1456.

## Obyvatelstvo
| Rok            | 1869 | 1880 | 1890 | 1900 | 1910 | 1921 | 1930 | 1950 | 1961 | 1970 | 1980 | 1991 | 2001 | 2011 | 2021 |
| -------------- | ---- | ---- | ---- | ---- | ---- | ---- | ---- | ---- | ---- | ---- | ---- | ---- | ---- | ---- | ---- |
| Počet obyvatel | 112  | 106  | 96   | 89   | 88   | 91   | 81   | 26   | 30   | 5    | 3    | 1    | 1    | 0    | 2    |
| Počet domů     | 17   | 17   | 18   | 17   | 16   | 16   | 17   | 8    | 8    | 2    | 2    | 2    | 3    | 3    | 4    |

## Obecní správa
Při sčítání lidu v letech 1850–1962 Albrechtovice byly osadou obce Křišťanovice v okrese Prachatice. Od roku 1963 jsou částí obce Záblatí v okrese Prachatice.